# Douglas XC-132
Die Douglas XC-132 war das Projekt eines Transport- und Tankflugzeugs des ehemaligen US-amerikanischen Herstellers Douglas Aircraft Company. Es wäre das größte Transportflugzeug seiner Zeit gewesen.

## Geschichte
Seit Februar 1954 entwickelte Douglas ein für die damalige Zeit sehr großes Transport- und Tankflugzeug im Auftrag der USAF. Im Jahr 1955 wurde ein Mock-up in Originalgröße fertiggestellt, das Projekt wurde jedoch 1956 vor dem Bau der beiden Prototypen gestoppt.

## Konstruktion
Der Bug der XC-132 und die Anbringung des Leitwerks sollte dem der kleineren Douglas C-124 ähnlich sehen. Sie war jedoch ein Schulterdecker, der, ungewöhnlich beim Turbopropantrieb, Pfeilflügel mit negativer V-Stellung haben sollte. Das Seiten- und die Höhenruder der Douglas XC-132 sollten eine ähnliche Form wie die der ebenfalls kleineren Douglas C-133 aufweisen. In der Version als Tanker sollte die Douglas XC-132 Luftbetankungsbehälter an den Tragflächenspitzen besitzen.
Die Kombination von hoher Triebwerksleistung mit Pfeilflügeln entsprach damit weitgehend dem Grundkonzept der russischen Tupolew Tu-95 und der von ihr abgeleiteten Tu-114, die bereits 1952 und 1957 ihre Erstflüge hatten. Im Bereich der militärischen Transportflugzeuge wurde diese Kombination aber erst mit der Antonow An-70 verwirklicht, deren Erstflug 1996 erfolgte.

## Technische Daten
| Kenngröße            | Daten                         |
| -------------------- | ----------------------------- |
| Länge                | 56,90 m                       |
| Spannweite           | 56,04 m                       |
| Flügelfläche         | 390 m²                        |
| Flügelstreckung      | 8,1                           |
| Triebwerke           | 4 × T57-P-1 mit je 15.000 WPS |
| Propellerdurchmesser | 6,10 m                        |